# Sam Baker (Journalistin)
Sam Baker (* Juli 1966) ist eine britische Journalistin. Sie war bis Dezember 2006 Chefredakteurin der Zeitschrift „Cosmopolitan“ in Großbritannien. Derzeit (Februar 2007) ist sie Redakteurin bei „Red“ („Rot“), herausgegeben von dem französischen Medienunternehmen Hachette, und einem der Modezeitschrift „Elle“ nahestehenden Magazin. 
Sie wurde in Hampshire, Südengland geboren und studierte Politik an der Universität von Birmingham. Nach Abschluss des Studiums arbeitete sie als Artikelschreiberin und Redakteurin für zahlreiche britische Frauenzeitschriften, darunter „Red“, „New Woman“ (die neue Frau), „Chat“ (Plausch) und „Take a Break“ (Machen Sie einmal Pause!). Nach Wiederauflegung der Jugendzeitschrift „Just Seventeen“ (gerade siebzehn) unter dem neuen Titel „J-17“ verbrachte sie fünf Jahre als Redakteurin der britischen Frauenzeitschrift „Company,“ bis sie die Arbeit dort quittierte, um ihren ersten Roman „Fashion Victim“ (etwa: Opfer der Mode) zu schreiben. Dieser fand beim New Yorker Time-Magazin Anerkennung als „eines der fünf durchschlagendsten Erstwerke im Sommer 2005“. 
Sam Baker moderiert Rundfunksendungen, die sich mit Problemfragen junger Frauen auseinandersetzen. Sie besitzt einen Wohnsitz in Winchester, Hampshire und London, gemeinsam mit ihrem Lebensgefährten, dem Romanautor Jon Courtenay Grimwood.